# Псевдометеорит
Псевдометеориты (от англ. Pseudometeorite; Meteorwrongs; Метеоритная ошибка, литосферные метеориты или литопсаммиты) — природные геологические образования, которые похожи на настоящие метеориты, но имеют земное происхождение.
Они состоят из минералов и пород, образовавшихся на Земле, в отличие от настоящих метеоритов, которые являются космическими объектами, падающими на поверхность Земли из космического пространства. Псевдометеориты не являются реликтами космического происхождения и не имеют астрономического значения, в отличие от настоящих метеоритов, которые могут содержать информацию о процессах в космическом пространстве.
Примерами псевдометеоритов могут быть: Великий Устюг (метеорит), Чёрный камень и некоторые вулканические объекты.

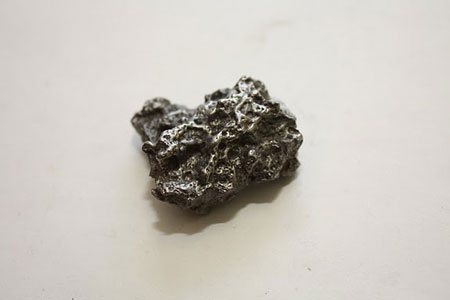
Малый псевдометеорит
(лава вулкана)

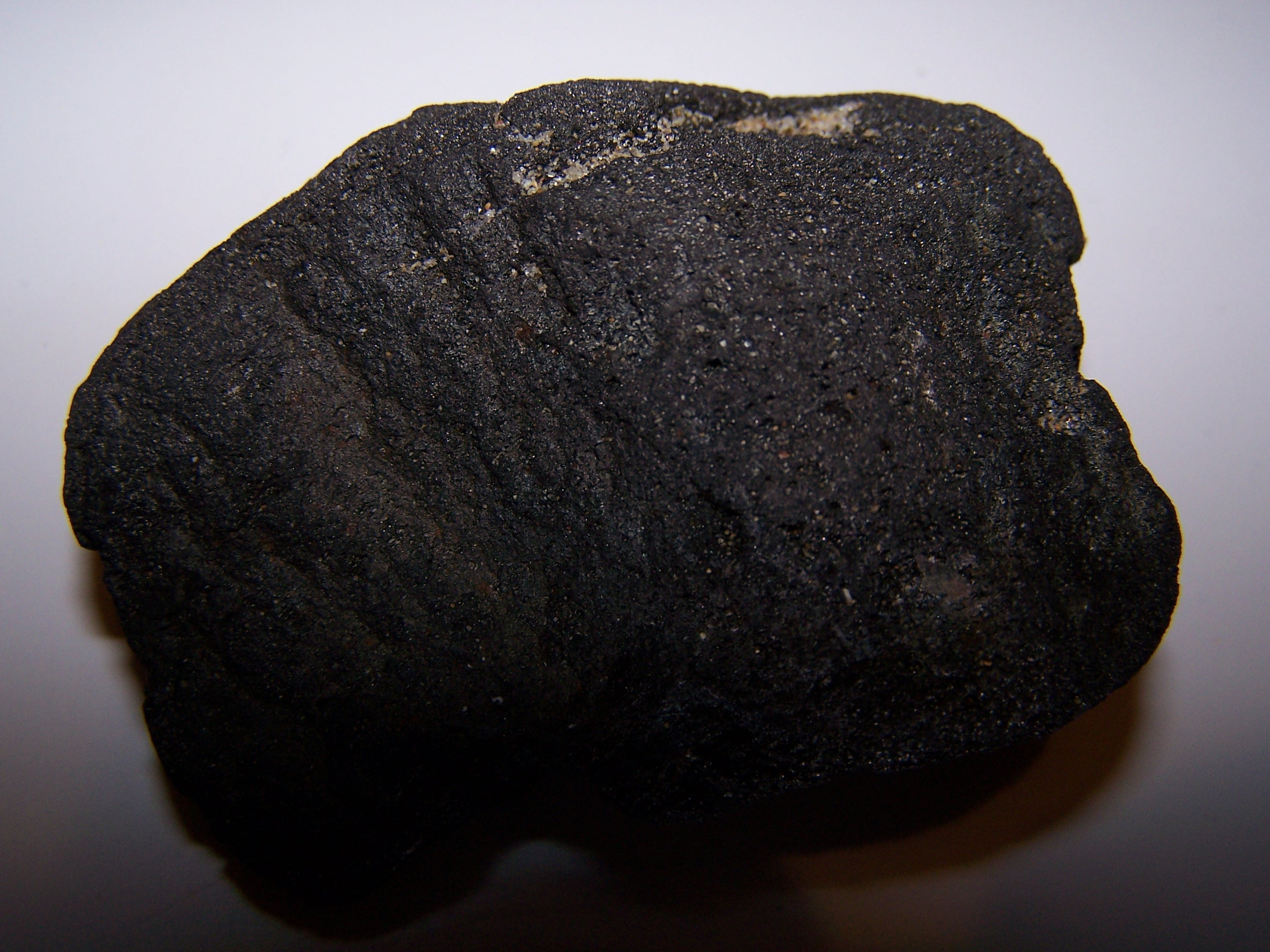
Метеоритная ошибка

## Описание
Псевдометеориты обычно обладают формой и текстурой, схожей с метеоритами, и могут быть очень трудными для отличия от настоящих метеоритов без специализированного анализа. Они могут иметь чёрную или темно-серую корку, образованную в результате абляции, подобной той, которая происходит при пролёте настоящих метеоритов через атмосферу Земли. Однако, в отличие от метеоритов, псевдометеориты образуются в результате геологических процессов на поверхности Земли.
Псевдометеориты могут возникать в результате различных геологических процессов. Одним из наиболее распространенных механизмов их образования является вулканическая активность. Вулканические извержения могут создавать высокотемпературные условия и высокое давление, способствующие образованию псевдометеоритов. Также псевдометеориты могут возникать в результате метаморфизма, при котором горные породы подвергаются высоким температурам и давлению, приводящим к их преобразованию и образованию псевдометеоритных структур.

## Исследование и классификация
Для исследования псевдометеоритов проводятся различные аналитические методы, включая микроскопию, рентгеноструктурный анализ и химический анализ. Эти методы позволяют определить состав и структуру псевдометеоритов и отличить их от настоящих метеоритов.
Псевдометеориты можно классифицировать по их геологическому происхождению и химическому составу. Различные типы псевдометеоритов могут включать в себя тектиты, образовавшиеся в результате облучения при взрывах метеоритов, и литопсаммиты, образовавшиеся в результате вулканической активности.

## Значение
Изучение псевдометеоритов имеет важное значение для понимания геологических процессов, происходящих на поверхности Земли. Они помогают исследователям понять условия, при которых происходит формирование и трансформация горных пород. Кроме того, изучение псевдометеоритов может помочь в определении и анализе настоящих метеоритов, так как они могут содержать схожие минералы и структуры.

## История
В 1939 году В. Н. Лодочников докладывал в Географическом обществе свою гипотезу вулканического происхождения метеоритов